# Samuel Butler (digter)
 Der er flere personer med dette navn, se Samuel Butler.
Samuel Butler (født 8. februar 1612 i Strensham, Worcestershire, død 25. september 1680 i London) var en engelsk digter.
I sine unge år var Butler skriver hos den stive presbyterianer Sir Samuel Luke til Cople Hoo i nærheden af Bedford, en af Cromwells generaler, og denne herremand skal have været hans væsentlige forbillede for Hudibras, helten i hans senere satire af samme navn, hvoraf 1. del udkom anonymt 1663 (men allerede var skrevet 1647). Næste år udkom 2. del, og endelig fulgte 1678 3. del.
Dette digt er en vittig og kraftig burlesk satire mod puritanerne; dets hovedperson er Sir Hudibras, en pedantisk, gnaven og trættelysten presbyterianer, langskægget, pukkelrygget og tykmavet, der med sin våbendrager, Ralph, drager ud for at gøre ende på almuens forlystelser.
Digtet gjorde, som rimeligt var, overordentlig lykke hos det herskende parti og skal være blevet stærkt gouteret af Karl II, uden at kongen imidlertid gjorde noget synderligt for forfatteren, der levede i temmelig små kår, om end hans fattigdom rimeligvis er blevet overdrevet.
I 1759 udkom The genuine Remains in Verse and Prose of Mr. Samuel Butler, der i 2 bind indeholder en del hidtil utrykte arbejder. Hudibras blev illustreret af William Hogarth 1726; Dr. Greys udgave af digtet (1744 og senere) anses for at være den bedste.